# Stefanos Stournaras
Stefanos Stournaras (1867 Zagora, Pelion – 22. srpna 1928) byl řecký malíř a fotograf.

## Životopis
Stefanos Stournaras se narodil v Zagoře na Pelionu v roce 1867. Pracoval ve Smyrně v obchodním centru a poté odešel do Atén, kde sedm let navštěvoval kurzy na Škole výtvarných umění, kde studoval malbu a litografii. Umění fotografie se naučil sám studiem příslušné francouzské literatury. Současně pracoval jako ilustrátor knih a časopisů, vytvářel rytiny do dřeva. V roce 1889 se usadil ve Volosu a byl prvním vystudovaným malířem města. Zemřel 22. srpna 1928.

## Malíř a fotograf
Zpočátku se zabýval byzantskou hagiografií a kosmopolitním malířstvím. V roce 1892 si otevřel výtvarný ateliér. Když narukoval do řecko-turecké války v roce 1897, fotografoval scény z bitev, jako například v oblastech Vrisi-Tyrnavos, Velestinos, Losfaki a Profitis Ilias Tyrnavos. Se svým fotoaparátem cestoval také do Pelionu, Thesálie, Fthiotidy, Severní Evie a po balkánských válkách na Mount Athos v Makedonii a v roce 1920 do Malé Asie.

## Čestná vyznamenání
V roce 1907 se zúčastnil světové námořní výstavy v Bordeaux s padesáti svými fotografiemi. Na této výstavě byl oceněn Stříbrnou medailí a čestným diplomem. Krátce nato mu Konstantin I. Řecký udělil titul oficiálního dvorního fotografa.

## Galerie

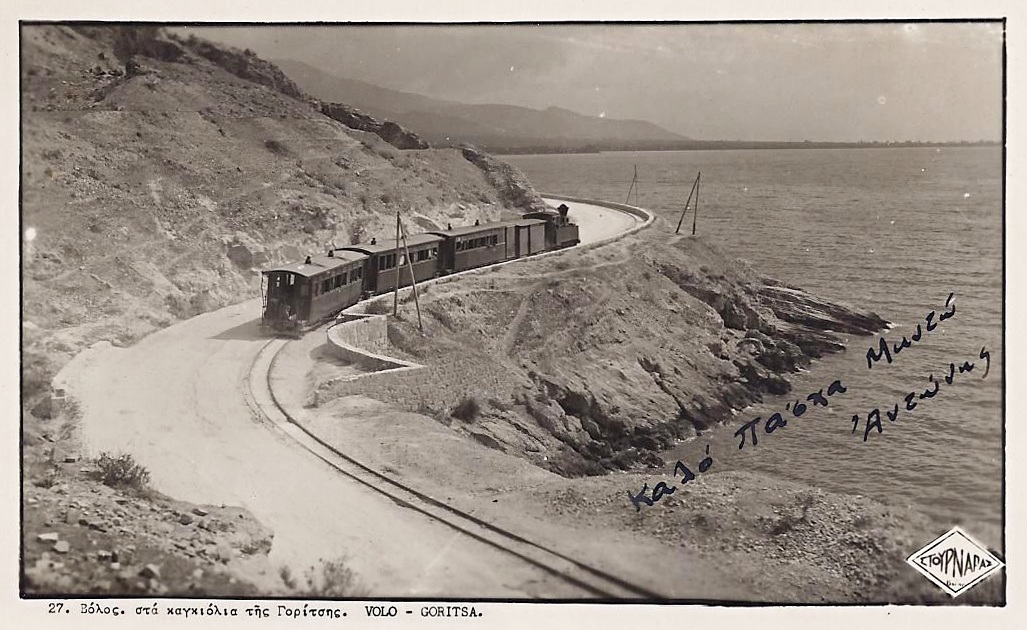
Pelion Railway Goritsa
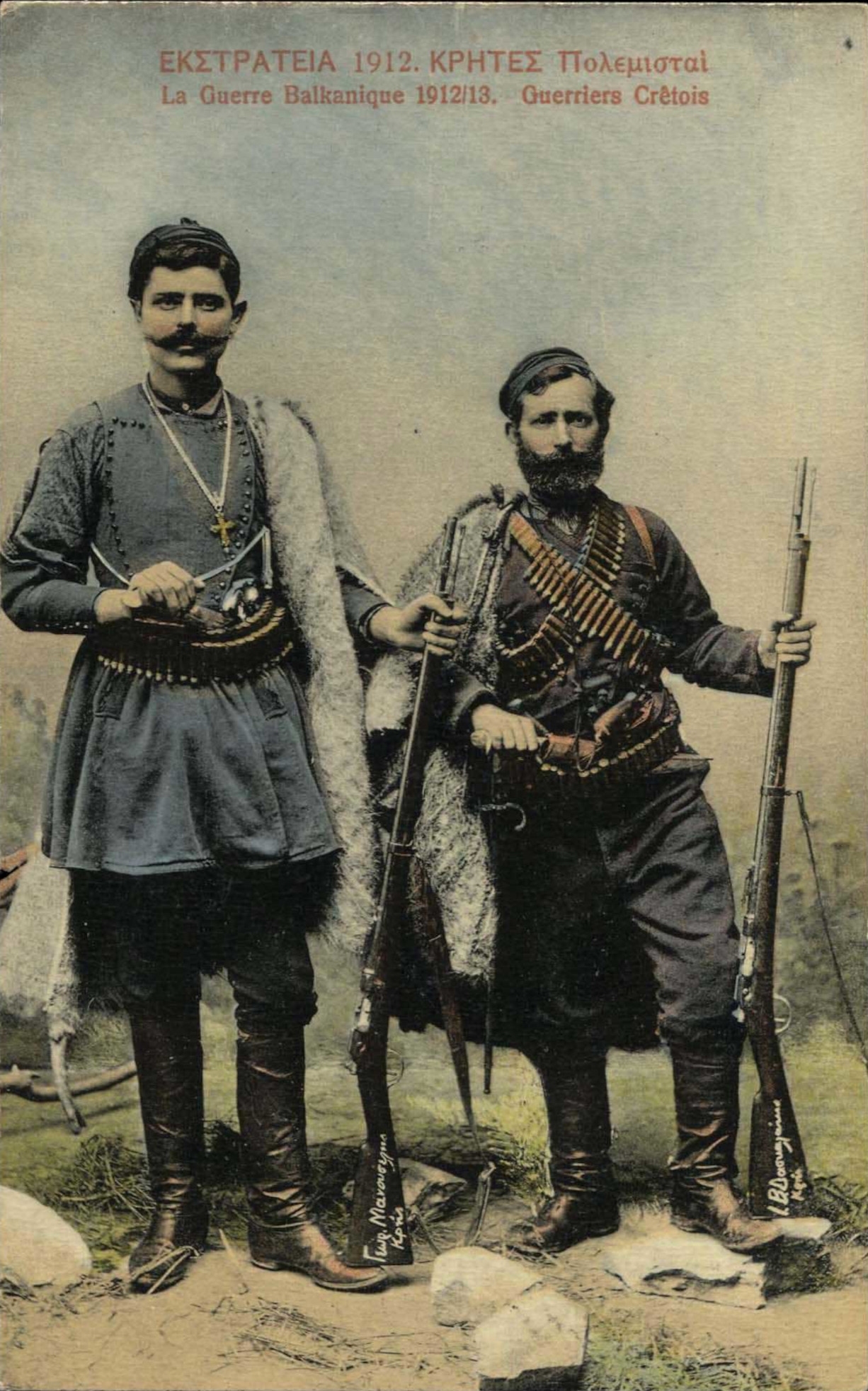
Krétští dobrovolníci, 1912
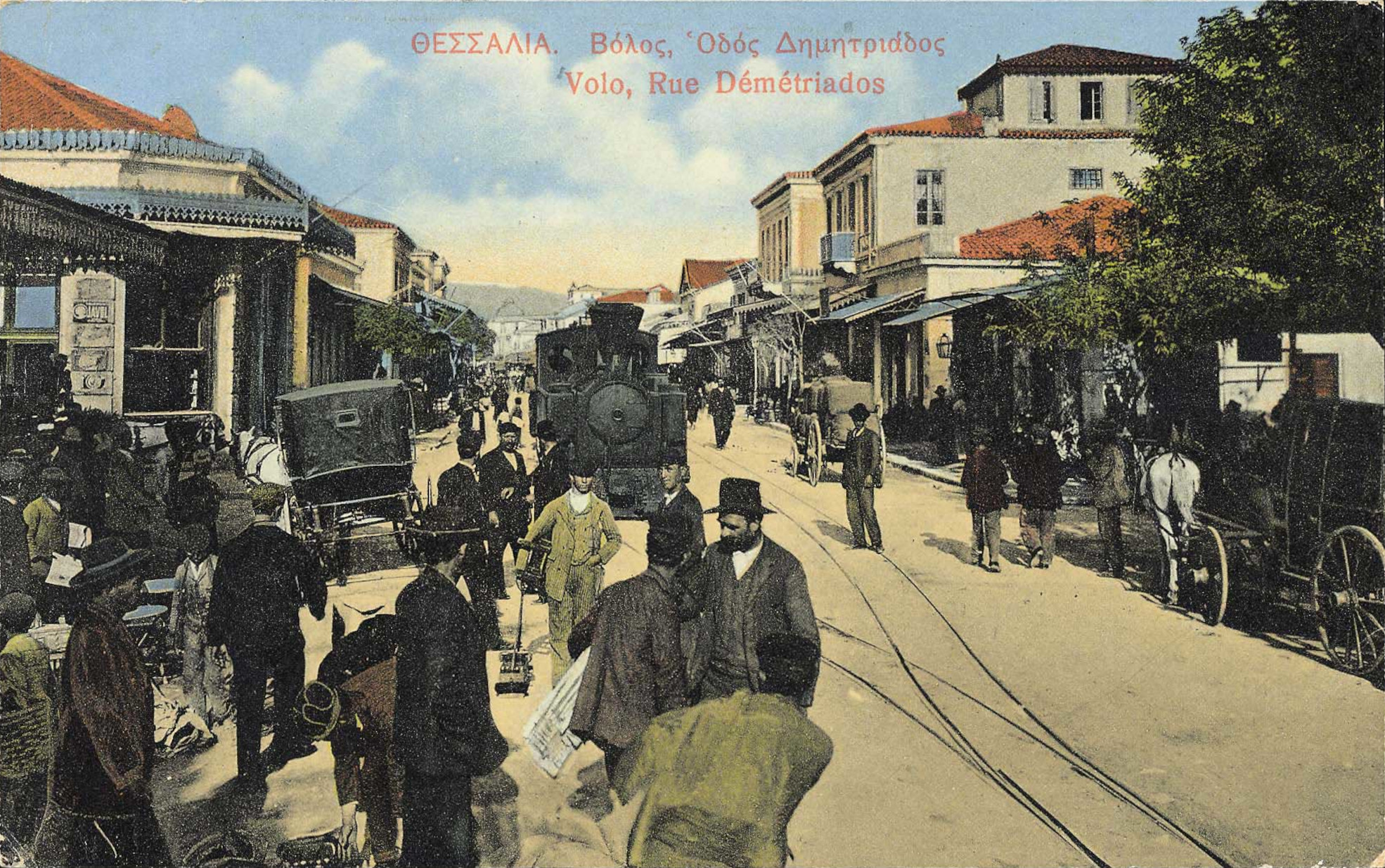
Dimitriados Street Volos, Řecko, 1909
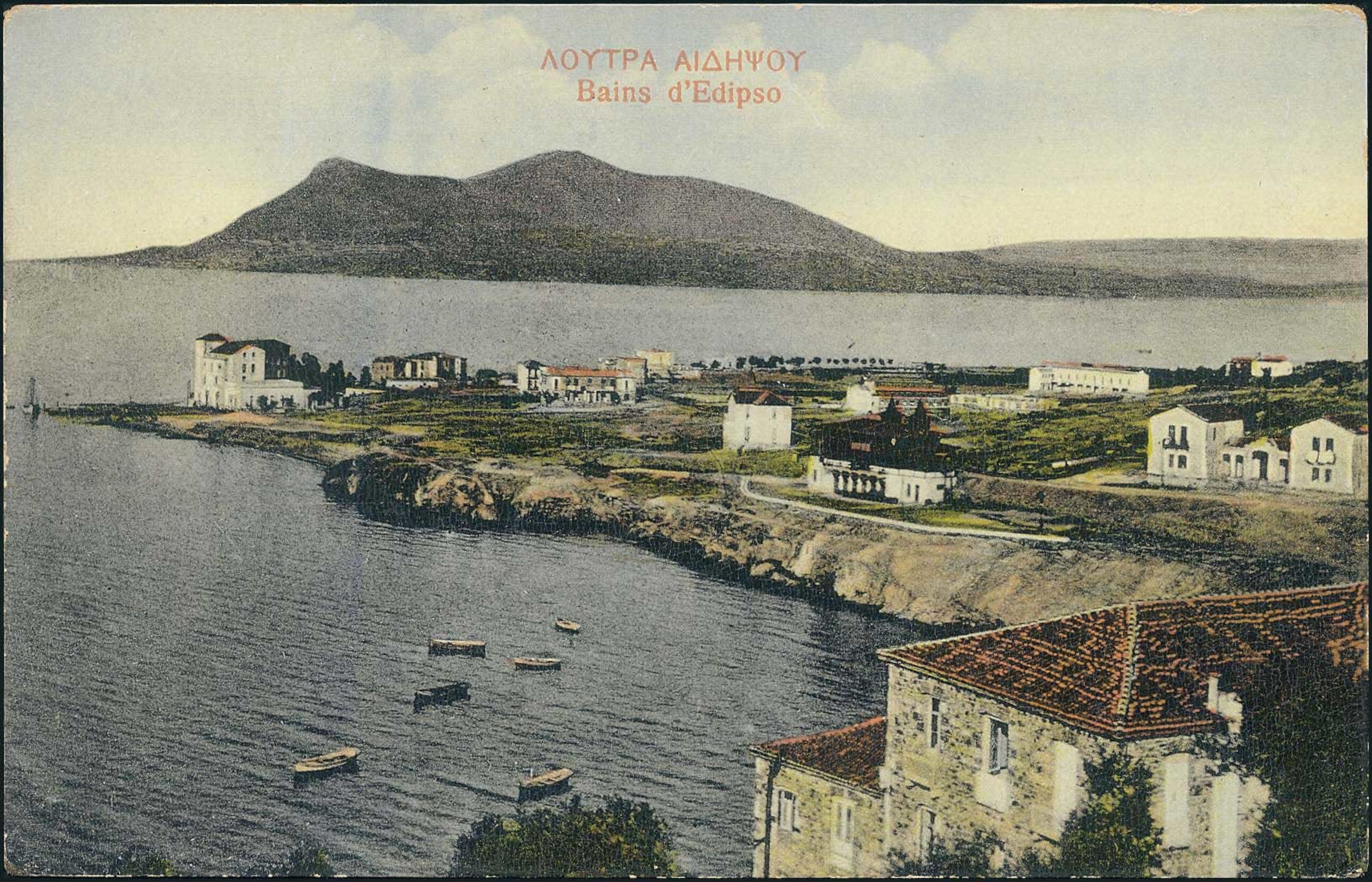
Bains d Edipso No328
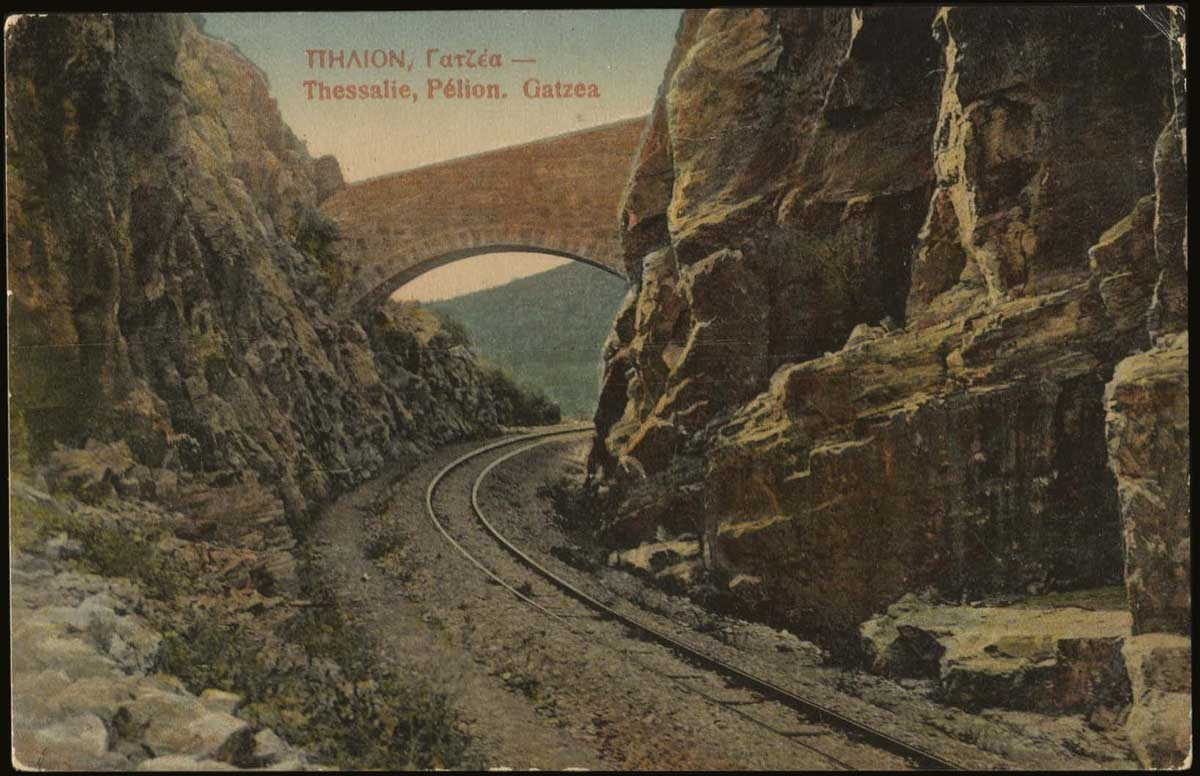
Gatzea No42
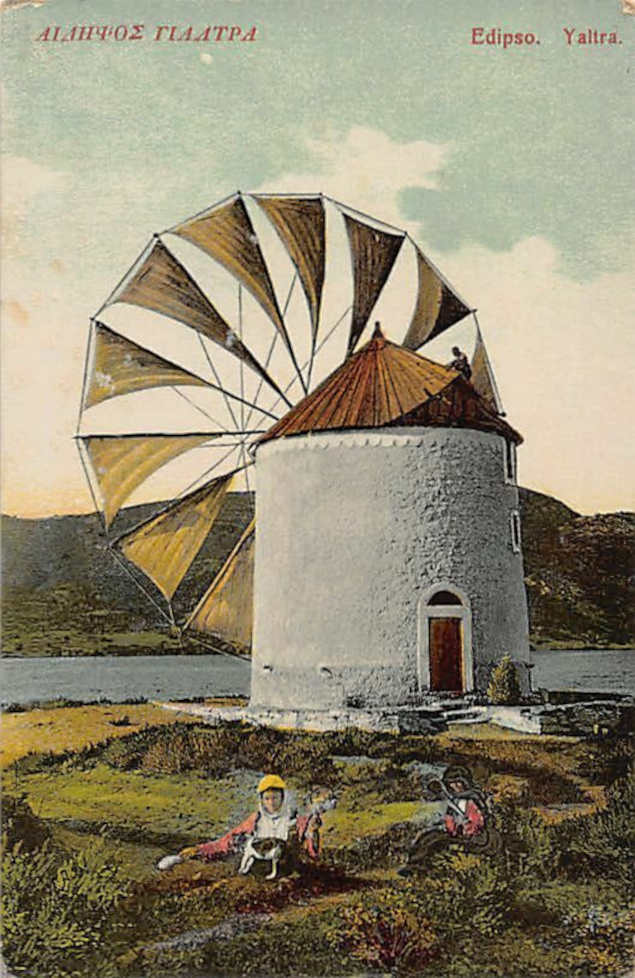
Edipso Yaltra No22
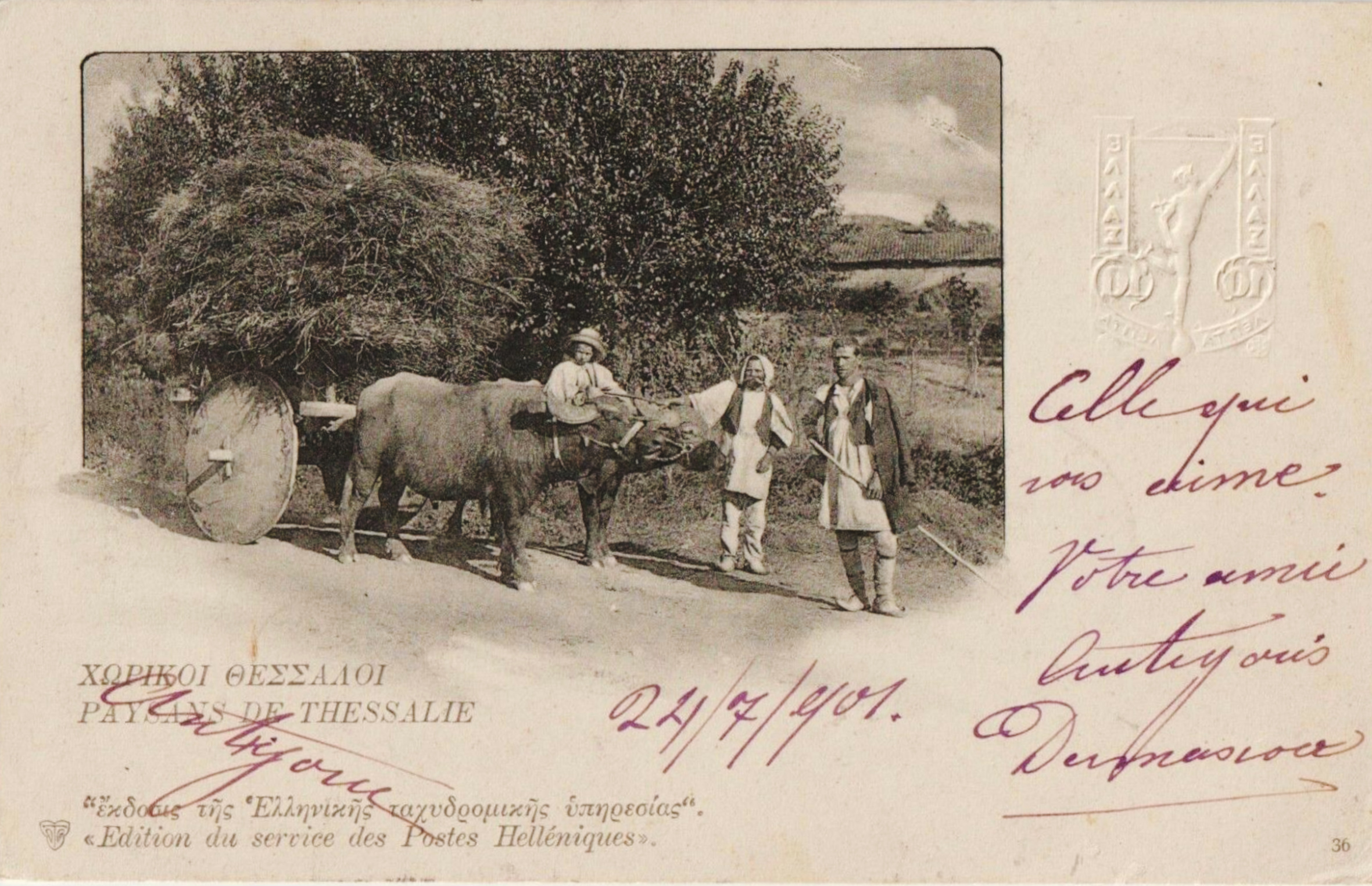
Thessalie No1, 1901
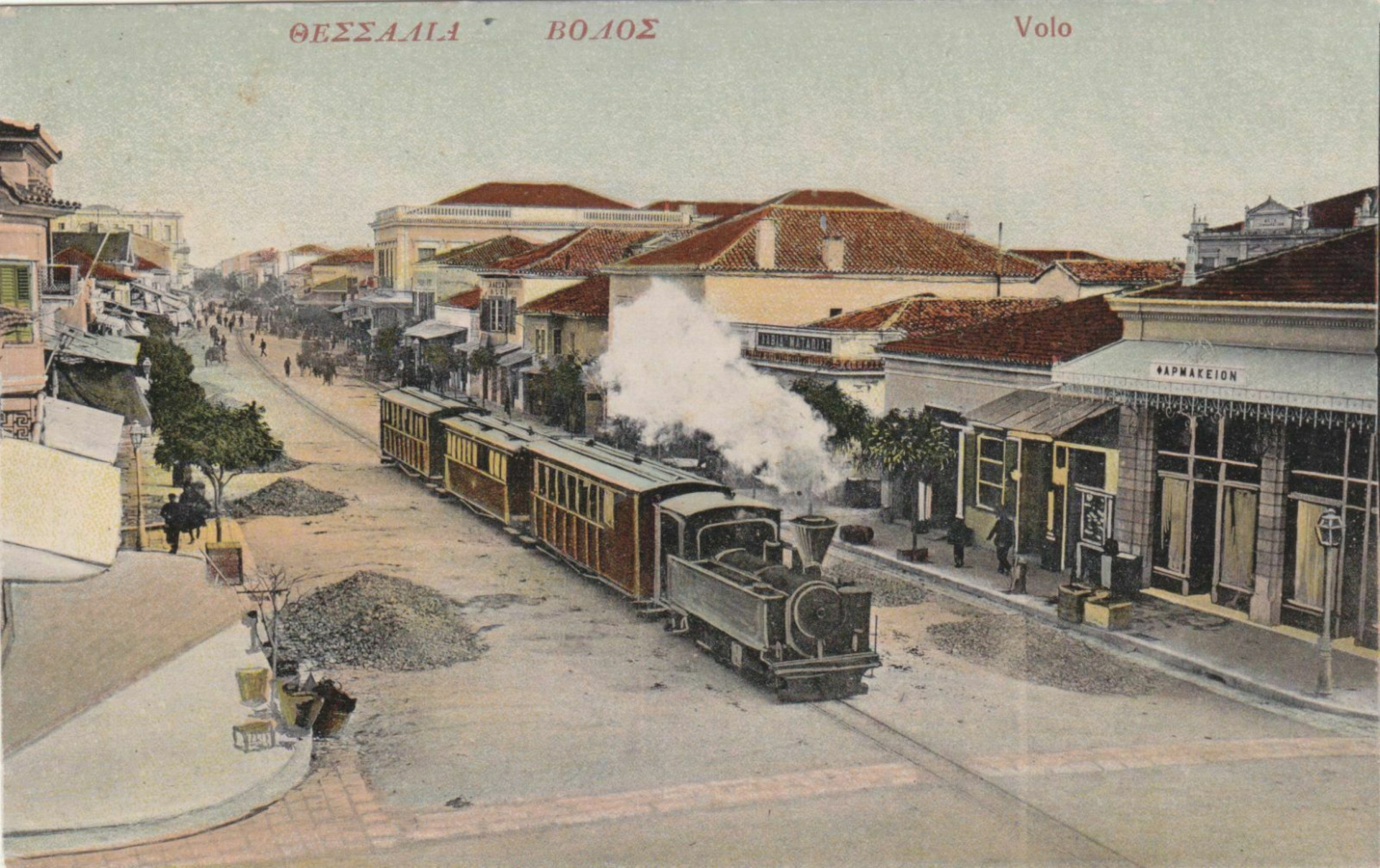
Vlak ve Volosu, 1911
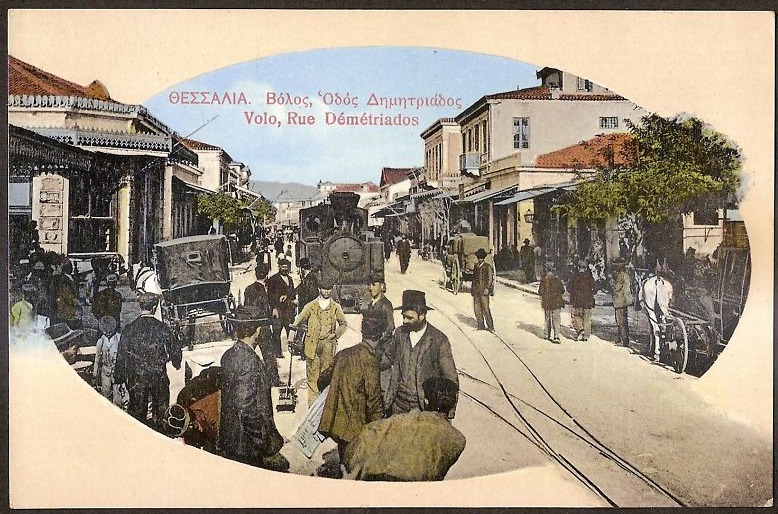
Volos Dimitriados tramvaj na ulici